# Martin Laursen
Martin Laursen (Fårvang, 1977. július 26. –) dán labdarúgó. Három szezonon keresztül az AC Milan színeiben játszott, 2003-ban a klubbal UEFA-bajnokok ligája, 2004-ben pedig az olasz bajnokság győztese lett. Játszott továbbá a Hellas Verona, a Parma FC és az Aston Villa csapatában is, utóbbiban csapatkapitány volt.
2009-ben jelentette be visszavonulását, azóta Vedbækben él családjával.

## Pályafutása

### Klubcsapatban
Karrierjét szülővárosa labdarúgó-csapatában, a Horn/Fårvang IF-ben kezdte. Felnőtt pályafutása a Silkeborg IF klubnál kezdődött, 1995 októberében lépett először pályára. Három szezon után az olasz Hellad Verona csapatához került, korábbi edzője segítségével. Az itt töltött idő alatt az olasz szurkolóktól a Lionheart (Oroszlánszív) becenevet kapta.
2000-ben a Parma FC 34 millió dán koronáért átvette Laursent, 2001-ben a klub kölcsönadta az AC Milannak. A szezon közepén a Milan úgy döntött, megvásárolja Laursent, 88 millió dán koronáért.
2004. május 21-én az Aston Villa FC 3 millió angol fontért vásárolta meg a játékost.

### A válogatottban
Laursen ötvenháromszoros válogatott labdarúgó, 2000 és 2008 között játszott a válogatottban, 2008-ban pedig az év dán labdarúgójának választották. Hazáját a 2000-es Európa-bajnokságon, a 2002-es világbajnokságon és a 2004-es Európa-bajnokságon képviselte.

## Sikerei, díjai
Milan
- Coppa Italia: 2002-03
- UEFA-bajnokok ligája: 2002-03
- UEFA-szuperkupa: 2003
- Serie A: 2003-04

Egyéb
- Az év dán labdarúgója 2008

## Fordítás
- Ez a szócikk részben vagy egészben  a   Martin laursen című angol Wikipédia-szócikk fordításán alapul.  Az eredeti cikk szerkesztőit annak laptörténete sorolja fel. Ez a jelzés csupán a megfogalmazás eredetét és a szerzői jogokat jelzi, nem szolgál a cikkben szereplő információk forrásmegjelöléseként.